# Vulkan der höllischen Triebe
Vulkan der höllischen Triebe ist ein deutscher Trash-, Erotik-, Kriminal- und Sexploitationfilm aus dem Jahre 1967.

## Handlung
Jürgen und seine drei Freunde haben eine Idee. Sie organisieren im Voralpenland eine Riesenparty, für die sie mehrere Mädchen, darunter auch Huren, auftreiben. Als „Gäste“ wollen sie überwiegend betuchte Geschäftsleute und Industrielle aus einem nahe gelegenen Sanatorium ködern, die als Freier sicherlich viel Geld dalassen. Das Ziel der vier halbseidenen Typen ist es, mit den organisierten Huren die wohlhabende Kundschaft nach Strich und Faden auszunehmen. Da es akuten Frauenmangel gibt saust Jürgen deswegen mit seinem Jaguar E-Type bis nach Hamburg, um Karin und ihre Freundin abzuholen, die dort als Huren anschaffen gehen. Die Sex-Party findet statt, doch summa summarum hat die große Sause die Jungs mehr gekostet als eingebracht. Lediglich Karin ist es gelungen, einen potenten Geschäftsmann derart in Beschlag zu nehmen und die Vorzüge ihres Körpers einzusetzen, sodass der Freier ihr einen Scheck über 1000 Mark ausstellt. Jürgen und seine Kumpels hängen daraufhin dem Scheck eine Null an und machen aus den 1000 gleich 10.000 DM. Doch dies war in den Augen der Jungkriminellen nur ein ganz kleiner Fisch. 
Jetzt wollen sie an das große Geld heran und den Coup ihres Lebens starten. Geplant ist, einen Raubzug auf einen Lohngeld-Transport zu unternehmen. Karin hat ihnen den heißen Tipp vermittelt, denn ihr Kunde hat beim Sex offensichtlich geplaudert. Doch auch bei ihrem „Meisterstück“ erweisen sich die vier Möchtegerngangster als Dilettanten. Als sie ihr Fluchtauto im See versenken, fällt ihnen auf, dass sie das Geld im Wagen vergessen haben…

## Produktionsnotizen
Vulkan der höllischen Triebe wurde am 26. Januar 1968 uraufgeführt.

## Kritiken
In Filme 1965–70 ist Folgendes zu lesen: „Handlungselemente des lächerlich-dilettantischen Filmchens sind Erpressung, Betrug, Raubüberfall und Prostitution. Dumm und stellenweise widerwärtig.“
Im Lexikon des Internationalen Films heißt es: „Hilflos-spekulativer Sexkrimi, lachhaft und dilettantisch.“
Der Evangelische Film-Beobachter bläst ins gleiche Horn: „Ein geschluderter Film, der die Geduld des Zuschauers arg strapaziert.“